# La fiesta del Chivo (novela)
La fiesta del Chivo es una novela publicada en el año 2000 del escritor Mario Vargas Llosa. La trama  del libro tiene lugar en República Dominicana y se centra en el asesinato del dictador Rafael Trujillo, y los hechos posteriores, desde dos puntos de vista con una diferencia generacional: durante la planificación y después del asesinato en sí mismo, en mayo de 1961; y treinta y cinco años después, en 1996. A través de la historia, se encuentra una intensa reflexión del apogeo de la dictadura, en los años 1950, y su significado para la isla y sus habitantes.
La historia sigue tres historias entrecruzadas. La primera concierne a una mujer, Urania Cabral, que se encuentra de regreso a República Dominicana, tras una larga ausencia, para visitar a su enfermo padre; ella había abandonado el país, para marcharse a Estados Unidos, y de regreso recordaba incidentes de su juventud y revela un secreto largo tiempo oculto a su tía y a sus primas. La segunda historia hace foco en los últimos días de la vida de Trujillo, desde el momento en que se despierta en adelante, y muestra el círculo íntimo del régimen, del cual el padre de Urania alguna vez formó parte. La tercera es sobre los asesinos de Trujillo, algunos de los cuales había sido leales al gobierno, que se encuentran esperando el coche del dictador la noche del atentado; luego la historia se concentra en su persecución. Cada aspecto del libro revela a diferentes puntos de vista del ambiente social y político dominicano, tanto en el pasado como en el presente.Y las repercusiones de la dictadura en la isla y el mundo .
El lector se encuentra en una historia con un espiral descendente, el asesinato de Trujillo y los eventos posteriores bajo la visión de su círculo íntimo, conspiradores y los recuerdos de una mujer de mediana edad contemplando su pasado. La novela tiene una técnica narrativa múltiple (caleidoscópica) acerca del poder dictatorial, incluyendo sus efectos psicológicos y su impacto a largo plazo. La novela es, pues, un retrato del poder dictatorial, incluidos sus efectos psicológicos, y su impacto a largo plazo. Los temas de la novela incluyen la naturaleza del poder y la corrupción, y su relación con el machismo y la perversión sexual en una sociedad rígidamente jerárquica con papeles de género rígidos. La memoria, y el proceso de recordar, es también un tema importante, sobre todo en la narrativa de cómo Urania recuerda su juventud en la República Dominicana.
Vargas Llosa entrelaza elementos ficticios con históricos: es libro no es documental y la familia Cabral, verbigracia, es completamente ficticia. Por otro lado, los personajes de Trujillo y sus asesinos fueron creados basados en registros históricos; Vargas Llosa teje una historia estructurada con capítulos que se alternan entre los recuerdos de la protagonista, el propio general Trujillo y las personas que cometieron el atentado. En palabras de Vargas Llosa, "esta es una novela, no un libro de historia, entonces me tomé muchas, muchas libertades. [. . .] Tuve que respetar los hechos básicos, pero cambié y deformé muchas cosas para hacer a la historia más persuasiva; y no he exagerado."

## Contexto
La Fiesta del Chivo es la segunda novela de Vargas Llosa que trascurre totalmente fuera del Perú (la primera había sido La guerra del fin del mundo).  Es también algo inusual para el autor el hecho de que por primera vez tiene una protagonista mujer: Lynn Walford escribió sobre la personaje central de la novela, y del siguiente libro de Vargas Llosa, El paraíso en la otra esquina, «ambas son en gran medida distintas a cualquiera de otras personajes femeninas en sus novelas previas».
La novela examina el régimen dictatorial de Rafael Leónidas Trujillo Molina en República Dominicana. Trujillo fue, en las palabras del historiador Eric Roorda, «de una imponente influencia en la historia dominicana y del Caribe», el cual fue «uno de los más estables regímenes del siglo XX», durante sus treinta y un años en que ejerció poder desde 1930 hasta su asesinato en 1961. Trujillo había sido entrenado con el Cuerpo de Marines de los Estados Unidos durante la ocupación estadounidense del país, y se graduó de la Academia Militar de Haina en 1921. Tras la partida de los estadounidenses en 1924, se convirtió en la cabeza de la Policía Nacional dominicana, la cual, bajo su comandancia, se transformó en el Ejército Nacional Dominicano y la «base autónoma del poder» personal de Trujillo.
Trujillo fue oficialmente el dictador durante 1930 y 1938, y nuevamente entre 1942 y 1952, pero conservó poder efectivo. El pensamiento del régimen fue generalmente nacionalista, aunque Daniel Chirot comentó que no tuvo «ninguna ideología particular» y sus políticas sociales y económicas fueron básicamente progresistas.
La novela toma su título del popular merengue dominicano Mataron al Chivo, que refiere al asesinato de Trujillo el 30 de mayo de 1961. Merengue es un género musical creado por Ñico Lora en los años 1920, que fue activamente promovido por el mismísimo Trujillo. En la actualidad es considerado la música nacional. Los críticos culturales Julie Sellers y Stephen Ropp consideran sobre este merengue en particular, que fantasea con el dictador convertido en un animal que podría ser convertido en un guisado (plato frecuente en la gastronomía dominicana), la canción «da a aquellos que están cantando, escuchando y bailando este merengue un sentimiento de control sobre sí mismos, que no han tenido la experiencia de vivir durante esos treinta años».  Vargas Llosa cita la letra de Mataron al Chivo al inicio de la novela.

## Trama
La narrativa de la novela está dividida en tres hilos distintos. Una está centrada en Urania Cabral, dominicana, totalmente ficticia; los asuntos con los conspiradores en el asesinato de Trujillo; y el tercero en el mismo Trujillo. La novela se va alternando entre estas tres historias, y va dando saltos entre 1961 a 1996, con frecuentes flashbacks sobre los inicios del régimen de dictador.
La Fiesta del Chivo comienza con el regreso de Urania a su casa natal en Santo Domingo, una ciudad que había sido renombrada como Ciudad Trujillo durante los tiempos del dictador en el poder. Este hilo es una larga introspección y narración de hechos de la memoria de Urania y su confusión interna sobre los eventos que precedieron a su salida de República Dominicana hace 35 años. Urania escapó durante del régimen en 1961, bajo el tutelaje de unas monjas que la llevaron a estudiar a Míchigan. En las siguientes décadas, se convirtió en una prominente y exitosa abogada de Nueva York. Finalmente regresa a su país en 1996, un anhelo, y se encuentra compelida a confrontar a su padre y los elementos del pasado que había ignorado durante un largo tiempo. Mientras Urania habla a su enfermizo padre, Agustín Cabral, ella recuerda más y más de su enojo y disgusto que llevaron a sus treinta y cinco años de silencio. Va recordando la caída de su padre en desgracia en el ámbito político, hasta revelar el engaño que une su hilo narrativo con el de Trujillo.
El segundo y tercer hilo tienen lugar en 1961, las semanas previas al asesinato de Trujillo el 30 de mayo. Cada asesino tiene su propia historia de fondo, que explica los motivos por los que deciden formar parte en el complot. Cada uno de ellos se había sentido atacado por Trujillo y su régimen, por las torturas o su brutalidad, por golpes al orgullo, religiosidad, moralidad y, en un caso, un asunto referido al amor. Vargas Llosa teje la historia del dictador a manera de memorias recordadas la noche de su asesinato, cuando los conspiradores esperan por el Chivo. Interconectadas con estas historias se encuentran, la de uno de los trujillistas más famosos de aquel tiempo, Joaquín Balaguer, el presidente títere; Johnny Abbes García, el despiadado líder de Servicio de Inteligencia Militar (SIM); y varios otros; algunos reales, algunos inspirados parcialmente en figuras históricas y otros puramente ficticios.
El tercer hilo concierne al mismo Rafael Leónidas Trujillo Molina, en cuanto a sus acciones y pensamientos. Los capítulos centrados en el Chivo recuerdan los eventos más destacados de su tiempo, incluyendo el asesinato de miles de haitianos en 1937. Se destacan también las relaciones internacional del país durante las tensiones de la Guerra Fría, especialmente con los Estados Unidos bajo la presidencia de John F. Kennedy, y de Cuba bajo el dominio de Fidel Castro. Vargas Llosa especula sobre los pensamientos de Trujillo y recrea la imagen de un hombre cuyo cuerpo le está comenzando a fallar. Trujillo es atormentado por incontinencia e impotencia sexual. Finalmente, este hilo se conecta con la narración de Urania cuando revela que fue abusada sexualmente por el dictador. Este, no logra una erección con Urania, y, en su frustración, la viola con sus manos. Este es el hecho clave que avergüenza a Urania y que la llevaría a detestar a su propio padre. Además, esta es la causa que mantiene iracundo a Trujillo, ya que la «muchachita desabrida» fue testigo de su impotencia y de sus emociones, y es la razón que lo motiva a ir a verse con otra mujer, para acostarse con ella, la noche de su asesinato.
En el capítulo final de la novela, los tres hilos narrativos se van tocando con frecuencia. El tono de estos últimos capítulos es especialmente oscuro y se enfocan principalmente en la tortura y muerte de los asesinos en manos del SIM, el golpe de Estado fallido, la violación de Urania, y las concesiones de los más duros simpatizantes de Trujillo permitiéndoles llevar a cabo su horrorosa venganza y luego escapar del país. El libro finaliza con Urania preparándose para regresar a casa, resuelta a mantenerse en contacto con la familia que le queda en la isla.

## Personajes

### Presente
Urania Cabral y su padre Agustín Cabral son presentados ambos tanto en tiempo presente como pasado. En el año 1996, Urania regresa a República Dominicana por primera vez desde que abandonó el país con 14 años. Ella es ahora una importante abogada radicada en Nueva York y que ha pasado los últimos 35 años tratando de olvidar traumas de su niñez, algo que busca con una fascinación académica de la cultura dominicana y de la historia durante la era trujillista. Urania está profundamente acomplejada por los eventos de su pasado, y se decidió a enfrentar a su padre Agustín con respecto a su participación en tales hechos. Urania visita a su padre, y lo encuentra débil por la edad y por un grave accidente, tanto que apenas puede notar su presencia y está incapacitado de responderle, dejándola hablar como si fuera un monólogo. Agustín escucha, sin poder hacer nada, a Urania rememorar su pasado como «Cerebrito Cabral», un importante miembro del círculo íntimo de Trujillo, y su caída en desgracia. Urania detalla el papel de Agustín en los eventos que llevaron a ella a ser violada por Trujillo, y su subsecuente trauma emocional y celibato. El personaje de Agustín en el presente de la novela sirven como caja de resonancia para los recuerdos de Urania sobre la era de Trujillo y los eventos que rodearon la desgracia Agustín Cabral y el escape de ella. Sus únicas respuestas son mínimas y no vocales, a pesar del fervor acusativo de Urania y de la enormidad de los hechos durante la era de Trujillo.

### Trujillismo

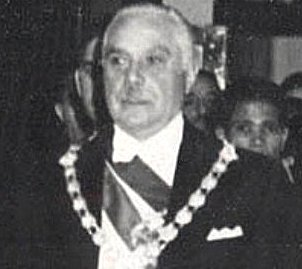
El dictador dominicano, figura central de La fiesta del Chivo, Rafael Leónidas Trujillo.

Rafael Trujillo, conocido como el Chivo, el Jefe y el Benefactor, es un personaje con elementos ficticios pero basado en el verdadero dictador de República Dominicana entre 1930 y 1961, oficialmente como presidente de la República sólo entre 1930 y 1936, y, nuevamente, de 1943 y 1952. En La Fiesta del Chivo, Vargas Llosa imagina los pensamientos del dictador y cuenta las últimas horas del Chivo desde su propia perspectiva. Trujillo lucha contra el envejecimiento y problemas de incontinencia e impotencia de origen psicológico. A través de eventos ficticios y un narrador en tercera persona, el lector se encuentra inmerso en el hombre que, durante sus «treinta y un años de crímenes políticos horribles», modernizó la infraestructura del país y sus fuerzas armadas, pero que sus ataques a enemigos en el extranjero (particularmente el intento de asesinato de Rómulo Betancourt, presidente de Venezuela) llevaron a la imposición de sanciones económicas contra la República Dominicana por parte de la Organización de Estados Americanos en la década de 1950. El resultado fue una debacle económica que, junto con otros factores, llevaron a la CIA a apoyar el complot que acabó con la vida de Trujillo el 30 de mayo de 1961.
Trujillo tiene como figura y simpatizante a Johnny Abbes García, la cabeza del Servicio Inteligencia Militar (SIM), un hombre brutal al que se lo indica como responsable de «desapariciones, ... ejecuciones, ... súbitas caídas en desgracia». Abbes y sus oficiales de inteligencia son conocidos por su crueldad, particularmente por el hábito de matar disidentes arrojándolos al mar para que sean devorados por los tiburones. El coronel Abbes «...puede ser un demonio; pero al Jefe le sirve: todo lo malo se lo atribuye a él y Trujillo sólo lo bueno». El hijo de Trujillo, Ramfis Trujillo, es un leal servidor de su padre. Luego de intentar fallidamente estudiar en Estados Unidos, Ramfis regresa al país para servir en el ejército. Es un reconocido mujeriego. Luego de la muerte de Trujillo, Ramfis se encarniza en buscar venganza, incluso llegando al extremo de torturar a su tío político, el general José Román, por su participación en el complot del asesino.
Joaquín Balaguer, el presidente títere de Trujillo, es uno de los simpatizantes del régimen, e inicialmente mostrado como un personaje inocuo sin poder real. Tras la muerte de Trujillo, la calma y serenidad de Balaguer dan un giro, y el general Román comenta sobre él que es un hombre insignificante, visto como un empleado, una figura puramente decorativa, que comienza a adquirir sorpresivamente autoridad. Esta es la figura de Balaguer en los últimos capítulos del libro.

### Conspiradores
La línea narrativa que concierne al asesinato primariamente sigue a los cuatro conspiradores que participaron directamente en la muerte de Trujillo. 
Antonio Imbert Barrera es uno de los cuatro conspiradores que sobreviven a las violentas represalias del asesinato. Imbert es un político que está desilusionado por la crueldad y decepción del régimen de Trujillo. Su primer plan para matar a Trujillo fue frustrado por el intento de fuerzas paramilitares cubanas de derrocar el régimen. Convencido de la dificultad de la tarea, Imbert debe unirse a los otros conspiradores de la muerte de Trujillo, como Antonio de la Maza, uno de los guardias personales de Trujillo. El hermano de Antonio es asesinado como parte de un montaje llevado a cabo por el gobierno y Antonio jura venganza contra Trujillo; Salvador Estrella Sadhalá, conocido como «Turco», es un devoto católico quien, indignado por los crímenes trujillistas ofensivos al catolicismo, promete atacar a Trujillo. La preocupación de Turco pasa a ser luego que el régimen no torture a su familia como respuesta al asesinato. Tanto Turco como su hermano inocente, son torturados durante un mes. Su padre permanece fiel al trujillismo y reprocha personalmente a Turco. A pesar de todo, Turco rehúsa suicidarse y no pierde la fe en Dios. Es posteriormente ejecutado por Ramfis y otros sujetos de importancia del gobierno. El amigo íntimo de Turco, Amado García Guerrero, conocido como Amadito, en un teniente del ejército que debe abandonar a su prometida como una prueba de lealtad hacia Trujillo, y luego es forzado a matar al hermano de su amada, en ese mismo sentido. El disgusto de Amadito consigo mismo y la desilusión con el régimen lo llevan a colaborar en la conspiración. Luego del asesinato, se esconde con de la Maza y muere durante un enfrentamiento. Posteriormente al asesinato, Amadito y Antonio de la Maza eligen enfrentarse a los miembros del SIM que los persiguen para arrestarlos, optando por morir combatiéndolos que ser capturados y luego torturados.

## Temas principales
Los temas principales de La Fiesta del Chivo incluyen corrupción, machismo, memorias, y poder y escritura. Olga Lorenzo, crítica del The Melbourne Age, señala que todos estos componentes han ayudado a Vargas Llosa a revelar fuerzas irracionales que ha dado acicate al despotismo en los países latinoamericanos.

### Corrupción
La estructura de la sociedad dominicana es jerárquica, con roles de género fuertemente definido. Rafael Trujillo, el líder, es un cruel dictador que aterró al país durante 35 años hasta su muerte. Es un verdadero caudillo, gobernando bajo brutalidad y corrupción. Ha creado un culto a la personalidad en una sociedad capitalista y acrecienta la decadencia en su régimen. Para lograr un ascenso y conseguir mayores responsabilidades, un oficial o alguno de sus servidores debe pasar por una «prueba de lealtad». Pese a todo sus partidarios se muestran leales a todo costo, siendo sometidos a censuras y humillaciones públicas, haciendo esto aún que la deslealtad sea inusual. Trujillo viola mujeres y niñas como expresión de su poder político y sexual, y ha habido casos donde toma la esposa o la hija de alguno de sus tenientes, la mayoría ciegamente leales. Incluso la Iglesia y las instituciones militares son usadas para proveer de mujeres al dictador.
Casi todos los asesinos han estado vinculados directamente al régimen de Trujillo o han sido fervientes partidarios, y solo han encontrado que el régimen los usaba para cometer crímenes contra la población. En una entrevista, Vargas Llosa describe la brutalidad y la corrupción del régimen de Trujillo: «Tenía más o menos todos los rasgos que tienen en común todos los dictadores de Latinoamérica, pero llevado al extremo. En crueldad, creo que fue mucho más lejos que el resto; y en corrupción, también.»

### Machismo
Según el especialista literario Peter Anthony Niessa, dos comportamientos significativos del machismo son un comportamiento agresivo e hipersexualidad. El comportamiento agresivo se demuestra en exhibiciones de poder y de fuerza, mientras que la hipersexualidad a través de actividad sexual con todas las personas cuantas sean posibles. Estos dos componentes dan forma al retrato de Trujillo y de su régimen en La Fiesta del Chivo. Como Lorenzo destaca, Vargas Llosa «revela tradiciones de machismo, padres abusivos, y prácticas de la crianza de los niños que se repiten y avergüenzan a los niños, de modo que cada generación lega un marchitamiento del alma a la subsiguiente.»
Reflejando ambos aspectos del machismo, Trujillo reclamaba a sus ayudantes y a su gabinete que le brinden acceso sexual a sus esposas e hijas. Mario Vargas Llosa escribió acerca del machismo de Trujillo y su trato con las mujeres, «[él] va a la cama con las esposas de sus ministros, no sólo para mostrar que le gustan esas mujeres, sino también para probarlos. Quería saber si ellos estaban preparados para soportar la extrema humillación. Principalmente los ministros estaban preparados para desempeñar ese grotesco papel; y se mantuvieron leales a Trujillo incluso hasta después de su muerte.» Las conquistas sexuales del dictador y las humillaciones públicas de sus enemigos también sirven para reafirmar su poder político y su machismo. En palabras de Niessa, «La implicación es que la máxima virilidad es igual al dominio político.»
El deseo de conquista sexual de Trujillo sobre Urania es un ejemplo de manipulación política sobre Agustín Cabral y de poder sexual sobre una niña. Sin embargo, el falo de Trujillo se mantiene flácido a pesar del encuentro sexual y se siente humillado frente a ella, no pudiendo satisfacer su machismo.

### Memoria
Todos los hilos de la novela novela refieren a la memoria en algún otro sentido. La confrontación más aparente con la memoria es con Urania Cabral, quien regresa a territorio dominicano por primera vez en 30 años, y es forzada a confrontar a su padre y los traumas que la llevaron a abandonar el país a los 14 años. Fue víctima de un abuso sexual por parte del mismísimo dictador, un sacrificio que su padre debió hacer para ganarse nuevamente la confianza del dictador, un hecho al cual ella alude a lo largo de todo el libro, pero solo se revela completamente al final: la obra finaliza cuando se lo cuenta a su tía y a sus primas, haciendo memoria, quienes nunca supieron los motivos reales de por qué abandonó el país. Cuando su tía se ver sorprendida por detallismo de esa noche, ella responde que, a pesar de que olvida muchas cosas, «Recuerdo todo sobre esa noche.» Para Urania, olvidar las atrocidades cometidas por el régimen es inaceptable. Su padre, por otro lado, no es capaz de unirse a ese proceso, ya que ha sufrido un accidente cerebrovascular; sin embargo, Urania está enojada de que él haya optado por olvidar cuando aún tenía capacidad para recordar.
La memorias es importante también en los pasajes de la novela concerniente al asesinato. Cada recuerdo lleva a los conspiradores a tomar parte en el asesinato de Trujillo. Algunos de estos hechos incluyen el secuestro y el asesinato de Jesús Galíndez en 1956, el asesinato en 1960 de las hermanas Mirabal y la ruptura de 1961 con la Iglesia católica. Estos eventos históricos son usados por Vargas Llosa para conectar a los perpetradores con momentos históricos que reflejan la violencia del régimen. Trujillo, además, recuerda su pasado, no menos importante fue su formación y su entrenamiento con los marines estadounidenses.
Por sobre todo Mario Vargas Llosa usa a la ficticia Urania para facilitar en la novela el recuerdo del régimen. La novela comienza y se cierra con la historia de Urania, efectivamente fragmentada en su narración bajo la forma de recordar el pasado y su comprensión con el presente. Además, gracias a su estudio académico de la historia dominicana bajo Trujillo, ella confronta en el presente lo que fue para el país en su conjunto aquel gobierno. Este es uno de los propósitos del libro, el cual es asegurar que las atrocidades de la dictadura y los peligros del poder absoluto sean recordados por las nuevas generaciones.

## Hechos y ficción
La novela es una combinación de hechos históricos y ficticios. Fundir ambos elementos es considerado importante en una novela histórica, pero especialmente en La Fiesta del Chivo porque Vargas Llosa elige narrar un evento en tiempo presente a través de personajes tanto ficticios como reales. Algunos personajes son ficticios, y aquellos que son reales mantienen aspectos ficticios en el libro. Los aspectos generales del asesinato son reales, y los asesinos fueron reales. Cuando éstos esperan la llegada del dictador, mencionan crímenes que ocurrieron en la época, como el asesinato de las hermanas Mirabal. Sin embargo, otros detalles fueron creados por Vargas Llosa, como el asesinato por parte de Amadito del hermano de la mujer que ama.
Aquellos que simpatizan con el régimen son un entramado de personajes reales y ficticios. El presidente Joaquín Balaguer es real, pero la familia Cabral es completamente ficticia. Según Wolff, Vargas Llosa «usa la historia como punto de partida para construir un ficción del estado de la "colonización espiritual de Trujillo" sobre República Dominicana y su experiencia en una familia dominicana». La familia ficticia Cabral permite a Vargas Llosa mostrar dos caras del régimen de Trujillo: a través de Agustín, el lector da cuenta de la dedicación y el sacrificio hacia el líder del país; a través de Urania, la violencia del régimen y legado de dolor que dejó sobre sí. Vargas Llosa creó los pensamientos internos de aquellos personajes no ficticios, especialmente con respecto al dictador. Según el literato Richard Patterson, «Vargas Llosa se expande dentro de lo más profundo del "área oscura" de la conciencia de Trujillo (como el narrador la concibe).»
Vargas Llosa construyó la imagen de un régimen sacudido por los eventos históricos. Sobre la exactitud histórica del libro, Vargas Llosa ha declarado que «Esta es una novela, no un libro de historia, entonces me tomé muchas, muchas libertades. La única limitación que me impuse no inventar nada que no podría haber ocurrido dentro del marco de la vida en República Dominicana. Tuve que respetar los hechos básicos, pero cambié y deformé muchas otras para hacer a la historia más persuasiva; y no he exagerado.»

## Recepción
El estilo realista de La fiesta del Chivo es reconocido por algunos críticos como una ruptura con las aproximaciones alegóricas de las obras del género novela del dictador. La obra recibió mayoritariamente críticas positivas, muchas de las cuales se mostraron complacientes en el sacrificio de la exactitud histórica por una sobresaliente narración.
Un comentario habitual sobre la novela es acerca de la naturaleza gráfica de los actos de tortura y asesinato que son descritos en la obra. Vargas Llosa ofrece al lector las realidades de un régimen opresivo con un grado de detalle que no son usados habitualmente por otros autores latinoamericanos, en ese sentido Michael Wood sugirió en London Review of Books: «Vargas Llosa ... nos cuenta más allá de una intriga del día a día, y las sórdidas, sádicas minucias de tortura y asesinato.» Walter Kirn, de The New York Times, comentó que esas «escenas espeluznantes de los interrogatorios en las mazmorras y las sesiones de tortura» dejan a los otros aspectos de la novela en una luz pálida, drenándolos de su importancia e impacto. De igual manera, para Kirn implica que la «maquinaria narrativa» mencionada por Wood se vuelva un tanto inmanejable, produciendo un argumento superfluo. El hilo narrativo centrado en Urania Cabral es descrito por Sturrock como el centro emocional en que hace foco la novela, y Wood concuerda en que las confrontaciones de ella con sus demonios logran captar la atención del lector. En contraste, la visión de Kirn es que los segmentos de Urania son «hablados y atmosféricos... [y] parecen haber sido tomados prestados de otro tipo de libro.»
La gran mayoría de las críticas hacen referencia, directa o indirectamente, a la relación entre sexualidad y poder. La analista de Salon Laura Miller, el escritor de The Observer, Jonathan Heawood, Kirn, y Wood cada uno detalla que ello está conectado con la pérdida progresiva del poder de Trujillo, desde su cuerpo hasta sus seguidores. La alegoría de que Trujillo refuerza su poder político a través de actos sexuales, y comienza a perder convicción a medida que el cuerpo de le falla, es algo de frecuente discusión en la crítica.
En 2011 Bernard Diederich, autor del libro histórico de 1978 Trujillo. La muerte del Chivo, acusó a Vargas Llosa de plagio.

## Adaptaciones
En 2005 se realizó una adaptación fílmica en inglés, dirigida por Luis Llosa, primo de Mario Vargas Llosa. Se destacan Isabella Rossellini como Urania Cabral, Paul Freeman como su padre Agustín, Stephanie Leonidas como Uranita y Tomas Milian como Rafael Leónidas Trujillo. Fue filmada tanto en República Dominicana, como en España. En la crítica de la cinta realizada por la revista Variety, el crítico Jonathan Holland opinó que era «poco menos que un banquete de tres platos, hecho apresuradamente, pero completamente agradable», comentando que la principal diferencia con el libro fue el sacrificio de los matices psicológicos.
La novela ha sido también llevada al teatro, versión dramática realizada por Jorge Alí Triana y su hija Verónica Triana, y dirigida por Jorge Triana: tuvo su estreno —en idioma español, pero con traducción simultánea en inglés— en el teatro Repertorio Español de Nueva York en 2003; la producción fue llevada a Lima en 2007. Un cambio destacable de la versión teatral es que es el mismo actor quien interpreta a Agustín Cabral y Rafael Trujillo. Para el analista Bruce Weber, esto significaría que «el poder de Trujillo sobre la nación depende de sus cobardes colaboradores».